# Нікандр Покровський
Архієпископ Нікандр (в житті Микола Іванович Покровський; 17 травня 1816, Двулуч'є — 29 червня 1893) — Єпископ РПЦ, єпископ Тульський і Белевський. 
Консервативний церковний діяч Російської імперії, член Святійшого Синоду. Випускник Київської духовної академії. Ректор Новгородської духовної семінарії.

## Біографія
Народився 17 травня 1816 року в селі Двулуч'є, Валуйського повіту, Воронезької губернії. Його батько був священиком, але, овдовівши в 1818 році, прийняв чернецтво і був призначений спочатку інспектором Воронезького духовного училища, в сані ієромонаха, а потім доглядачем Київського духовного училища в сані архімандрита.
Микола Іванович початкову освіту отримав у Воронежі в духовному училищі та тут же вступив до семінарії; коли його батько був переведений до Києва, то до Київської семінарії перейшов і син, що було в 1830 році. По закінченні семінарського курсу в 1835 році, вступив у Київську духовну академію.
Під час його студентства батько залишив службу по хворобі та в 1838 році був призначений настоятелем Катерининської Лебежской пустелі в Чорномор'я, де в 1840 році і помер від сухот.
Микола Покровський з успіхом закінчив академічний курс в числі першого десятка зі ступенем магістра і у вересні 1839 був призначений професором громадянської історії та грецької мови в Орловську духовну семінарію.
24 вересня 1841 виконав свій давній намір — прийняти чернечий постриг з ім'ям Нікандр, а 25 вересня був висвячений в ієромонахи.
У жовтні того ж року він був призначений помічником інспектора, у червні 1842 — професором богословських наук, а в вересня 1842 був переведений в київську семінарію професором святого писання і патрології.
У серпня 1844 ієромонах Нікандр був призначений інспектором Катеринославської семінарії, а в жовтні 1848 року — ректором тієї ж семінарії з возведенням у сан архімандрита.
У травні 1850 архімандрит Нікандр переведений був на ректорство в Тулу з метою підняти цю семінарію, оскільки вважався хорошим шкільним адміністратором і педагогом.
У грудні 1857 архімандрит Нікандр був викликаний до Петербурга на череду священнослужіння, що віщувало йому близьке архиєрейство. Тут його близько дізнався митрополит Санкт-Петрбургській Григорій (Постніков) і, мабуть, висував його. Йому в 1858 році була доручена ревізія оренбурзької консисторії і оренбурзьких духовно-навчальних закладів та уфимских монастирів.
По закінченні ревізії Нікандр був призначений ректором Новгородської семінарії та настоятелем Новгородського Антонієвого монастиря. Митрополит Григорій призначав Никандра в свої вікарії, але, через його смерть, це призначення не відбулося, а в 1860 році архімандрит Нікандр був призначений на Тульську кафедру, самостійним єпископом. Хіротонія його відбулася 22 жовтня, а через місяць він прибув до Тули.
На тульській кафедрі Нікандр служив близько 33 років, до самої своєї смерті, що становило для того часу досить рідкісний виняток.
Під час свого служіння єпископ Нікандр отримав всі вищі архієрейські нагороди, аж до діамантового хреста на клобук і Володимира 1-го ступеня. У 1873 році був возведений у сан архієпископа.
У 1871 році в червні його викликали в Святійший Синод, де він і був присутній до літа 1874. За цей період преосвященний Нікандр брав участь в обговоренні важливого тоді питання по духовно-судовій реформі, де він приєднався до консервативного погляду преосвященного литовського Алексія. Брав участь і в перекладі біблії.
У Тулі він проявив себе архіпастирем діяльним, гуманним, піклувальним про духовенство і чуйним до нужденних. Він числився членом багатьох благодійних та освітніх товариств, і дві академії, Київська і Московська, обрали його в свої почесні члени.
Помер 29 червня 1893 на 78 році життя.